# 모찌 아이스크림

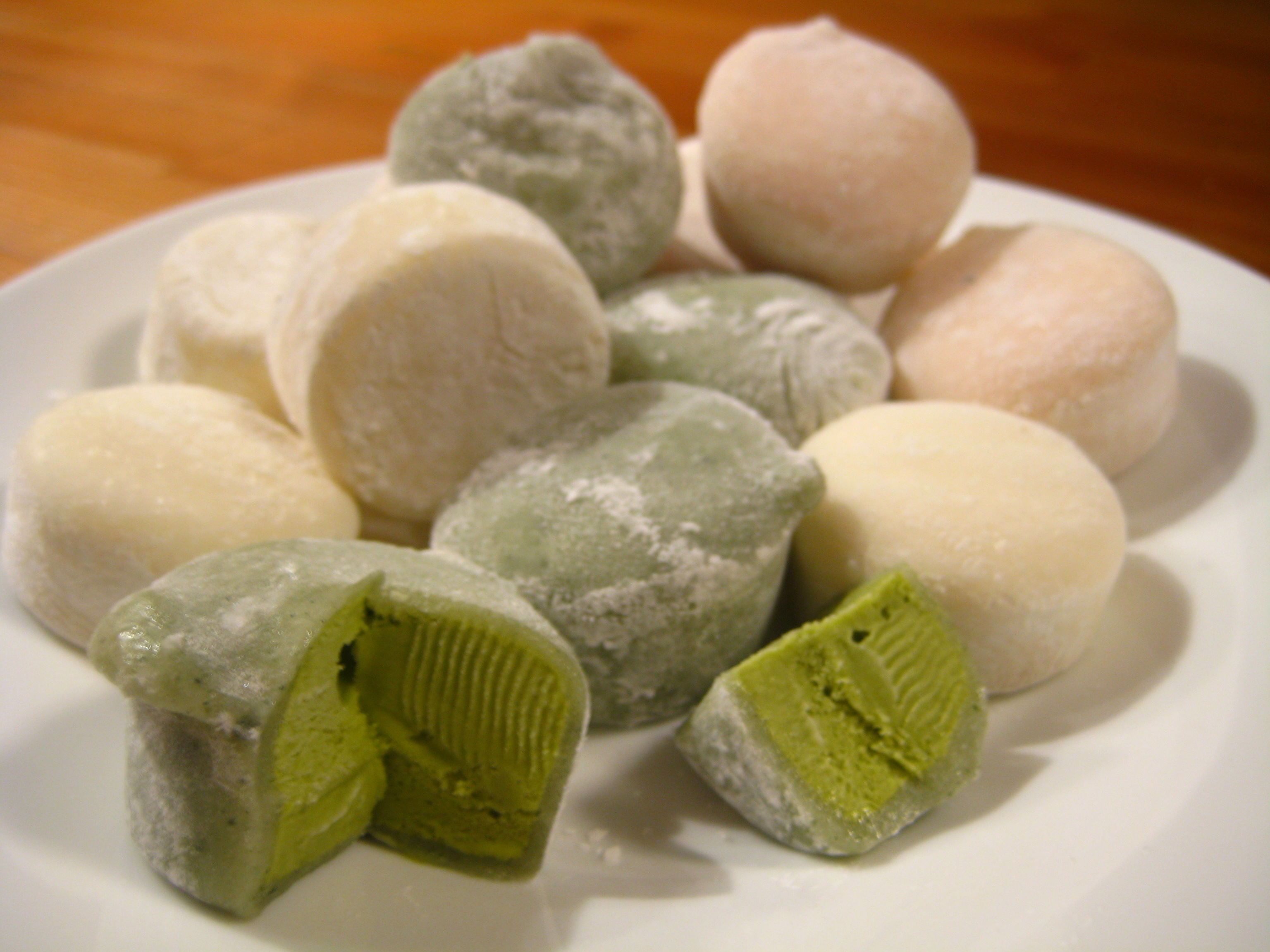

모찌 아이스크림(Mochi ice cream)은 일본의 모찌(찹쌀을 찧은 것)에 아이스크림을 채워 만든 과자이다. 일본계 미국인 사업가이자 지역사회 운동가인 프랜시스 하시모토(Frances Hashimoto)가 발명했다.

## 설명
모찌 아이스크림은 아이스크림 충전물 주위에 부드럽고 두드려진 찹쌀 만두(모찌)로 구성된 작고 둥근 과자이다. 아이스크림은 과자에 풍미와 크리미함을 더하고, 모치는 단맛과 질감을 더한다. 사용되는 전통적인 아이스크림 맛은 바닐라, 초콜릿, 딸기이다. 코나 커피, 매실주, 녹차, 팥 등 다른 맛도 널리 사용된다. 모찌는 아이스크림 충전물을 보완하여 맛을 낼 수도 있다. 모찌를 만들 때, 제작 및 취급 중에 굳어지는 것을 방지하기 위해 감자나 옥수수 전분을 뿌린다.

## 같이 보기
- 유키미 다이후쿠
- 스노 스킨 문케이크
- 프로피트롤